# Liste d'ethnies du monde
Cette liste d'ethnies du monde est classée par ordre alphabétique. Elle n'est pas exhaustive et sera complétée au fur et à mesure de la création de nouveaux articles.

## A
- Haut – A
- B
- C
- D
- E
- F
- G
- H
- I
- J
- K
- L
- M
- N
- O
- P
- Q
- R
- S
- T
- U
- V
- W
- X
- Y
- Z

- Abénaquis : Autochtones du Québec, du Vermont, du New Hampshire et peut-être du Maine et de Nouvelle-Écosse
- Abkhazes : Minorité en Géorgie, en Turquie et en Russie, majorité (depuis la guerre civile de 1993) en Abkhazie
- Aborigènes d'Australie : Peuples indigènes d'Australie continentale
- Aborigènes de l'Inde : Peuples indigènes d'Inde.
- Aborigènes de Taïwan : Peuples indigènes de Taïwan
- Aborigènes de Tasmanie : Peuple autochtone de Tasmanie, en Australie, aujourd'hui considéré comme éteint
- Acadiens : Groupe ethnique francophone de l'Est du Canada, principalement dans les provinces maritimes et du Maine aux États-Unis descendant des premiers colons de la colonie d'Acadie, principalement d'origines françaises[1]
- Achang : Ethnie du Yunnan (Chine)
- Ādivāsī : voir aborigènes de l'Inde
- Afars : Peuple vivant à Djibouti, en Éthiopie et en Érythrée
- Afrikaners : Descendants des colons néerlandais, des réfugiés huguenots français et des protestants allemands en Afrique australe
- Afro-Américains : Citoyens des États-Unis descendants d'Africains réduits en esclavages
- Agnis ou Anyis : groupe ethnique du sud est de la Côte d'Ivoire, issu du schisme du grand groupe Akan Baoulé en provenance du Ghana.
- Ahtnas : Amérindiens d'Alaska, vivant dans le bassin de la Copper River
- Aimak : tribus du Khorassan, d'origines mixtes iraniennes et mongoles
- Aïnous : groupe ethnique aborigène du nord du Japon (notamment Hokkaidō) et de l'Extrême-Orient russe
- Adjas : groupe ethnique vivant au Bénin et originaire de Tado au Nigeria.
- Alabamas : Peuple amérindien dont l'état d'Alabama tire son nom; partage une réserve au Texas avec les Coushatta
- Albanais : Peuple vivant majoritairement en Albanie, également présent au Kosovo et dans le nord de la Macédoine du Nord
- Aléoutes : Amérindiens de l'Alaska, du Yukon, de Nunavut et des Territoires du Nord-Ouest
- Algonquins : Autochtones principalement au Québec et une réserve en Ontario, Canada (différent de Algonquiens)[1],[2]
- Alsaciens : Groupe ethnique germanophone originaire d'Alsace, régions du Nord-Est de la France.
- Amazighs : Peuple indigène d'Afrique du Nord, réparti depuis les îles Canaries jusqu'à l'ouest de l'Égypte
- Amboshi : Peuple du centre de la république du Congo
- Amérindiens au Canada : Peuples amérindiens du Canada.
- Amharas : Peuple des hauts plateaux éthiopiens.
- Anasazis : Amérindiens du grand sud-ouest de l’Amérique du Nord
- Andamanais : Peuple autochtone des Îles Andaman
- Angevins : Groupe ethnique de langue gallo-romane originaire de l'Anjou, région de l'Ouest de la France.
- Anglo-Saxons : Historiquement, peuples germaniques qui s'installèrent dans l'île de Bretagne à partir du début du Ve siècle
- Antakarana : groupe ethnique sur la côte ouest de Madagascar
- Antandroy : Groupe ethnique de Madagascar
- Apaches : Groupes amérindiens des plaines de l'ouest des États-Unis
- Arabela : Groupe d'Amazonie péruvienne, vivant sur le fleuve Arabela, affluent du Napo
- Arabes : populations vivant et reparti dans les 22 pays membre de la Ligue arabe
- Arapaho : Tribu amérindienne qui vivait à l'époque de la colonisation européenne dans les plaines de l'est du Colorado et du Wyoming, aujourd'hui installée dans le Wyoming
- Arawaks : Amérindiens des Antilles issus de la forêt amazonienne
- Arikaras : voir Sahnish
- Arméniens : Peuple d'Asie Mineure et du Caucase. Aujourd'hui ils vivent en Arménie, dans les ex-républiques soviétiques; la diaspora constituée après le génocide se trouve principalement au Moyen-Orient, en Europe, en Amérique du Nord et dans une moindre mesure en Argentine et au Brésil
- Aroumains dits aussi Valaques : peuple latinophone des Balkans
- Ashanti : Un des groupes ethniques du Ghana
- Ashkénazes : Juifs de culture yiddish d'Europe centrale et orientale (Alsace, Allemagne, Pologne, Biélorussie, Ukraine et pays baltes)
- Assiniboines : Tribu amérindienne d'Amérique du Nord vivant en Alberta, en Saskatchewan et au Montana; un des peuples Sioux
- Atikamekw : Tribu amérindienne vivant dans la partie supérieure de la vallée Saint Maurice (Québec)
- Atsina : Tribu amérindienne habitant les plaines du nord du Montana et du sud de la Saskatchewan
- Auvergnats : Groupe ethnique originaire d'Auvergne, région du centre de la France.
- Azandé : voir Zandés
- Azéris : Peuple vivant principalement en Iran et en Azerbaïdjan
- Assyriens ou Assyro-chaldéens : chrétiens d'orient de langue araméenne originaire du sud-est de la Turquie du nord de l'Irak, nord-est de la Syrie et nord-ouest de l'Iran, ils sont les héritiers des premières civilisations et des empires assyrien et babylonien.

## B
- Haut – A
- B
- C
- D
- E
- F
- G
- H
- I
- J
- K
- L
- M
- N
- O
- P
- Q
- R
- S
- T
- U
- V
- W
- X
- Y
- Z

- Baduy : communauté traditionnelle des forêts de l'ouest de l'île indonésienne de Java
- Baggara : Peuple de Bédouins vivant entre le Lac Tchad et le Nil
- Bai : Peuple du Yunnan dans le Sud-Ouest de la Chine
- Bajau : peuple marin nomade de Brunei, d'Indonésie, de Malaisie et des Philippines
- Bakas : Pygmées du Cameroun, de la république du Congo, du Gabon et de la République centrafricaine
- Bakaka : peuple faisant partie de la grande ethnie SAWA du Cameroun et de la tribu Ban Bi Ngoh Ni Nsongo. Situé dans le département du Moungo, arrondissement de Nlonako.
- Bakhtiaris: Un peuple nomade du sud-est de l'Iran
- Bakoko : Groupe ethnique du Cameroun
- Bakongo : Population majoritaire de la république du Congo, vivant également en Angola, en république démocratique du Congo et au Gabon
- Baloutches : Peuple musulman traditionnellement nomade du Balouchistan
- Baluba : Peuple bantou originaire des régions du Katanga et du Kasaï en république démocratique du Congo
- Bama ou Birmans : Groupe ethnique dominant en Birmanie
- Bambaras : Ethnie d’Afrique de l’ouest, principalement implantée au Mali mais aussi en Guinée, au Burkina Faso et au Sénégal
- Bamiléké : Population du Cameroun
- Bangalas : Ethnie congolaise, originaire de la province de l’équateur dans la région de Makanza
- Bannock : Peuple amérindien vivant dans l'Oregon et l'Idaho
- Bantous : Ensemble de peuples parlant quelque quatre cents langues apparentées dites bantoues, présents en Afrique du Gabon aux Comores d'ouest en est et du Kenya à la Namibie du nord au sud
- Baoulé : Peuple de Côte d'Ivoire, vivant essentiellement au centre du pays, près des villes de Bouaké et de Yamoussoukro
- Bara : Groupe ethnique de Madagascar
- Baraguyu : voir Kwavi (en)
- Bari : un des plus grands peuples du Soudan.
- Barma : Groupe ethnique du Tchad
- Bashi : Groupe ethnique Bantou en République démocratique du Congo. Ils parlent le Shi (langue) une langue bantoue
- Basotho : Peuple de souches bantoues habitant l'Afrique Australe notamment au Lesotho. Au singulier - Mosotho: au pluriel Basotho. Ils parlent le sesotho.
- Basques : Peuple vivant au Pays basque, région du sud-ouest de la France et du nord de l'Espagne
- Bassa : Peuple bantou du Cameroun, se situant dans la région dite du littoral au Cameroun entre Douala et Edéa
- Bassa (en) : Peuple krou du Liberia et de Sierra Leone
- Batak (Indonésie) : population de la province indonésienne de Sumatra du Nord
- Batak (Philippines) : population du nord-est de l'île de Palawan aux Philippines
- Batanga (Cameroun) : Peuple côtier et marin de la côte Ouest atlantique vivant dans le Sud du Cameroun dans le département de l'Océan avec des groupuscules détachés au Gabon et en Guinée Équatoriale.
- Batéké : Peuple de l'ouest de la république démocratique du Congo, du sud du Congo et minoritairement du sud-est du Gabon
- Béarnais : Peuple du Sud-Ouest de la France originaire la région du Béarn et apparenté aux Gascons.
- Bejas : peuple nomade du nord de l'Érythrée, du sud de l'Égypte et du nord-est du Soudan
- Béothuks : peuple amérindien du Canada, aujourd'hui éteint
- Berbères : voir Amazighs
- Berrichons : Groupe ethnique de langue gallo-romane originaire du Berry, région du centre de la France.
- Beta Israel : Juifs éthiopiens
- Bété : Peuple de Côte d'Ivoire, vivant essentiellement au centre-Ouest du pays
- Bétis: Groupe ethnique du Cameroun
- Betsileo: Groupe ethnique des Hautes Terres de Madagascar
- Betsimisaraka: Groupe ethnique de la côte est de Madagascar
- Birifor : Groupe ethnique de Côte d'Ivoire et du Ghana
- Bihl : Groupe ethnique du sous-continent indien (Aborigènes de l'Inde)
- Birmans : groupe majoritaire en Birmanie
- Bissa : voir Mandingues
- Blang (ou Bulong) : Groupe ethnique vivant principalement dans la province du Yunnan en Chine
- Bochimans : voir San
- Bonan : Groupe ethnique vivant dans des provinces de Gansu et de Qinghai en Chine du nord-ouest
- Bongo : Groupe ethnique du Soudan
- Bulgares : Peuple de langue slave des Balkans, dans le Sud-Est de l'Europe
- Bororo (Afrique) : autre nom des Wodaabes
- Bororo (Amérique du Sud) : Peuple amérindien du Brésil
- Bouriates : Ethnie mongole vivant en Sibérie, principalement concentrés dans la république de Bouriatie
- Bourbonnais : Peuple de langue gallo-romane du centre de la France vivant dans la région du Bourbonnais et apparenté aux Berrichons.
- Bourguignons : Groupe ethnique de langue gallo-romane originaire de Bourgogne, région de l'Est de la France.
- Bosniaques : Peuple des Balkans vivant en Bosnie-et-Herzégovine avec des minorités en Serbie Et au Kosovo
- Bozo : Ethnie d’Afrique de l'Ouest, vivant principalement au Mali, le long du fleuve Niger
- Bunjevci : Minorité croate de Serbie et de Hongrie
- Brayons: Peuple francophone du Canada, liés aux Acadiens
- Bretons : Groupe ethnique originaire de Bretagne, région de l'Ouest de la France.
- Bru : Population vivant au Laos, en Thaïlande, au Viêt Nam et au Cambodge.
- Bédouins : Population nomade du désert vivant dans l'ensemble des pays arabes.

## C
- Haut – A
- B
- C
- D
- E
- F
- G
- H
- I
- J
- K
- L
- M
- N
- O
- P
- Q
- R
- S
- T
- U
- V
- W
- X
- Y
- Z

- Cachoubes : Groupe ethnique polonais
- Caddo : Peuples amérindiens vivant originellement en Louisiane, Arkansas et Texas, aujourd'hui en Oklahoma
- Cadiens : Groupe ethnique comprenant entre autres les descendants des Acadiens venus en Louisiane durant la seconde moitié du XVIIIe siècle en provenance des provinces francophones du Canada
- Cafres : terme d'origine arabe puis swahili devenu injurieux sous la colonisation et l'apartheid pour désigner les Noirs de la Cafrerie (partie de l’Afrique australe), appelés en Afrique du Sud Kaffer
- Caldoches : Nom donné à la population de Nouvelle-Calédonie essentiellement d'origine française métropolitaine, pouvant avoir connu un fort métissage.
- Canadiens anglais : Groupe ethnique comprenant les habitants du Canada dont les ancêtres sont britanniques et qui sont anglophones.
- Canadiens français : Habitants francophones du Canada, ou dont les ancêtres sont canadiens-français, et qui s'identifient à cet héritage culturel
- Caraïbes : Ethnie amérindienne originaire du nord du Venezuela, ayant émigré vers les îles des Antilles
- Carashovènes : Croates vivant en Roumanie
- Catalan : Peuple de Catalogne, dans le Nord de l'Espagne et dans le Sud de la France, descendant des envahisseurs germains (Goths) venant du nord de la Germanie.
- Catawba : Tribu amérindienne qui vivait à l'origine dans le sud-est des États-Unis, le long de la frontière entre la Caroline du Nord et la Caroline du Sud
- Celtiques : Peuples celtes des îles Britanniques (Écosse, Irlande, Pays de Galles) et de France (Bretagne)
- Champenois : Groupe ethnique de langue gallo-romane originaire de Champagne, région du Nord-Est de la France
- Chams : Minorité austronésienne essentiellement présente au Cambodge et dans le centre du Viêt Nam
- Chaouis : Ethnie berbère d'Algérie
- Cherokee : Peuple amérindien vivant originellement au Tennessee et en Caroline du Nord, aujourd'hui principalement en Oklahoma
- Cheyennes : Nation amérindienne des Grandes Plaines des États-Unis
- Chichimèques : Nom d'origine péjorative donné par les Aztèques aux peuplades semi-nomades de chasseurs-cueilleurs du nord de l'actuel Mexique
- Chickasaw : Tribu amérindienne habitant dans le sud-est des États-Unis, originellement Mississippi et Alabama, aujourd'hui en Oklahoma
- Chinois Han : Ethnie majoritaire en Chine
- Chipewyan : Peuple indigène du Canada, vivant dans les régions arctiques autour de la Baie d'Hudson
- Chippewa ou Ojibwé : Peuple amérindien habitant originellement la région des Grands Lacs au Canada, aujourd'hui dans le nord des États-Unis
- Chitimacha : Tribu amérindienne vivant en Louisiane
- Chleuhs : Ethnie berbère habitant l'Atlas l'Anti-Atlas et la vallée du Souss, dans le Sud-Ouest du Maroc
- Choctaw : Tribu amérindienne vivant dans le sud-est des États-Unis (Mississippi, Alabama et Louisiane)
- Coharie : Tribu amérindienne vivant en Caroline du Nord
- Comanches : Groupe amérindien vivant pour moitié en Oklahoma, le reste au Texas, en Californie et au Nouveau-Mexique
- Coréens : Peuple asiatique parlant la langue coréenne et dont la majeure partie vit dans la péninsule de Corée
- Coptes : Peuple chrétien vivant principalement en Égypte.
- Corses : Populations de langue romane originaires de l'île méditerranéenne de Corse (France) mais vivant aussi ailleurs en Europe et en Amérique à la suite de la diaspora ; inversement, tous les habitants actuels de la Corse n'en sont pas anciennement originaires, à la suite du développement économique du XXe siècle
- Cris : Peuple amérindien vivant des Montagnes Rocheuses à l'océan Atlantique, à la fois au Canada et aux États-Unis
- Creek : Peuple amérindien vivant en Alabama et en Oklahoma
- Croates : Peuple slave vivant dans le sud-est de l'Europe

## D
- Haut – A
- B
- C
- D
- E
- F
- G
- H
- I
- J
- K
- L
- M
- N
- O
- P
- Q
- R
- S
- T
- U
- V
- W
- X
- Y
- Z

- Dagara : Groupe ethnique vivant au Ghana, au Burkina Faso et en Côte d'Ivoire
- Dai : Groupe ethnique vivant principalement dans la province du Yunnan en Chine, ainsi qu'au Laos, au Viêt Nam, en Thaïlande et en Birmanie
- Dakelh : Peuple indigène d'une large partie du centre de la Colombie-Britannique
- Damara : Peuple d'afrique australe
- Dan : peuple d'Afrique de l'Ouest vivant principalement au centre-ouest de la Côte d'Ivoire
- Danakil : voir Afar (peuple)
- Daur : Groupe ethnique vivant dans la région autonome chinoise de Mongolie-Intérieure
- Dauphinois : Groupe ethnique de langue gallo-romane originaire du Dauphiné, région de l'Est de la France.
- Dayak : appellation générique des différents peuples de l'intérieur de l'île de Bornéo (partagée entre le sultanat de Brunei, l'Indonésie et la Malaisie)
- De'ang : Groupe ethnique vivant en république populaire de Chine
- Dendis: Ethnie du nord du Bénin. La langue dendi est un dialecte du songhaï.
- Diakhankés: Ethnie du Sud-Est du Sénégal
- Dinka : Peuple du sud du Soudan
- Diola : Peuple dont le territoire s'étend sur la Gambie, la Casamance et la Guinée-Bissau
- Dolganes : Peuple résidant entre les fleuves de la Lena et de l'Enisej, en Iakoutie et Taïmyrie, en Russie
- Dogons : Peuple du Mali, en Afrique de l'Ouest
- Dong : Groupe ethnique vivant en république populaire de Chine
- Dongxiang : Groupe ethnique vivant en Chine du nord-ouest
- Douala : Peuple de la région côtière du Cameroun, en Afrique centrale
- Dravidiens : Habitants du sud de l'Inde ainsi que de Sri Lanka

## E
- Haut – A
- B
- C
- D
- E
- F
- G
- H
- I
- J
- K
- L
- M
- N
- O
- P
- Q
- R
- S
- T
- U
- V
- W
- X
- Y
- Z

- Écossais : Peuple celtique vivant en Écosse
- Emérillons : cf. Tekos
- Estoniens : Peuple vivant en Estonie
- Evenks : Peuple de Sibérie (autrefois appelés Toungouzes)
- Éwés : Peuple vivant dans le sud du Ghana, au Togo et au Bénin

## F
- Haut – A
- B
- C
- D
- E
- F
- G
- H
- I
- J
- K
- L
- M
- N
- O
- P
- Q
- R
- S
- T
- U
- V
- W
- X
- Y
- Z

- Fang : Groupe ethnique de langue bantoue répandu à travers trois pays de l'Afrique centrale (Guinée équatoriale, Cameroun et Gabon)
- Fante : Groupe ethnique vivant principalement dans le Sud du Ghana
- Flamands : groupe ethnique dont l'identité est enracinée en Flandre, parlant le néerlandais flamand
- Fons : Groupe ethnique du Bénin et du sud-ouest du Nigeria
- Four ou Fur : Ethnie du sud-ouest du Soudan, impliquée aujourd'hui dans la guerre du Darfour.
- Foréziens : Groupe ethnique de langue gallo-romane originaire du Forez, région de l'Est de la France.
- Francs-Comtois : Groupe ethnique de langue gallo-romane originaire de Franche-Comté, région de l'Est de la France.
- Francophones : selon le droit du sang, groupe ethnique formé des descendants des populations francophones antérieurement au XIXe siècle et ayant une diaspora aux États-Unis et au Canada, populations également présentes hors de France en Belgique (Wallons), au Luxembourg, en Italie (Val d'Aoste) et en Suisse (ne pas confondre avec la nation française selon le droit du sol et la constitution française, englobant tous les citoyens français, ni avec la francophonie politique des pays où le français sert de langue de communication inter-ethnique sans être langue maternelle, comme dans de nombreux pays d'Afrique)
- Frisons : Peuple germanique peuple d'origine des Pays-bas (Nederland), habitant du nord des pays-bas (friesland) et quelques îles de la Mer du Nord

## G
- Haut – A
- B
- C
- D
- E
- F
- G
- H
- I
- J
- K
- L
- M
- N
- O
- P
- Q
- R
- S
- T
- U
- V
- W
- X
- Y
- Z

- Gagaouzes ou Gök-Oğuz : Turcs chrétiens ayant immigré en Moldavie au début du XIXe siècle
- Gallois : Peuple celtique vivant principalement au Pays de Galles
- Garifuna/Garinagu : Un des peuples des îles caraïbes
- Gaúcho : Populations rurales de gardiens de troupeaux de la pampa sud-américaine, en Argentine, en Uruguay et au Brésil
- Gascons : Groupe ethnique vivant dans le triangle Pyrénées, océan Atlantique et Garonne_Ariège dans la région de la Gascogne dans le Sud-Ouest de la France.
- Gelao : Groupe ethnique vivant principalement dans la province du Guizhou en république populaire de Chine
- Germains : Ensemble d'ethnies d'Europe occidentale et Centrale, comprenant les Anglo-Saxons (peuple anglais), les Francs (peuple français), les Wallons (belges), les Scandinaves (peuple norvégien, suédois, danois, islandais, îles Feroé), les Néerlandais, les Flamands (belges), les Alsaciens, les Allemands...
- Gitans : nom donné aux Roms du Sud-ouest européen, principalement en Espagne et au Portugal et dans le midi de la France
- Goun : Peuple parlant la langue goungbé et vivant au Bénin. Le goun occupe la troisième place parmi les langues les plus parlées du Bénin. La population parlant le goun est essentiellement concentrée dans le département de l'Ouemé où se situe la capitale Hogbonou (Porto-Novo).
- Gourounsi : Population parlant la langue gourounsi et vivant au Burkina Faso.
- Gouros : Peuple du centre de la Côte d'Ivoire
- Grecs ou Hellènes : Peuple originaire de la péninsule Grec, du pourtour de la mer Noire et de l'Asie Mineure occidentale, présent aussi à Chypre
- Griqua : Population métis de langue afrikaans en Afrique du Sud
- Groenlandais : Peuple vivant au Groenland (peuple Scandinave, Sami et Inuit)
- Guaraní : Groupe de populations amérindiennes des régions amazoniennes du Brésil et du Paraguay, de langue guarani

## H
- Haut – A
- B
- C
- D
- E
- F
- G
- H
- I
- J
- K
- L
- M
- N
- O
- P
- Q
- R
- S
- T
- U
- V
- W
- X
- Y
- Z

- Haïda : Peuple amérindien de la Côte ouest du Canada et du nord des États-Unis
- Han : Ethnie majoritaire en Chine.
- Hani : Groupe ethnique vivant principalement dans la province du Yunnan dans le Sud-Ouest de la Chine
- Haoussas (ou Hausa en anglais) : Peuple vivant principalement dans le nord du Nigeria et le sud-est du Niger
- Harari : Peuple vivant dans la région Harar en Éthiopie.
- Hazaras : Peuple musulman chiite d'origine mongole, vivant dans le centre de l'Afghanistan
- Hereros : Ethnie bantoue vivant principalement en Namibie, ainsi qu'au Botswana et en Angola
- Hezhen : Groupe ethnique vivant aux bords des fleuves Amour, Soungari et Oussouri en Chine et en Russie
- Hmongs : Peuple originaire des régions montagneuses du sud de la Chine au nord du Viêt Nam et du Laos
- Hohokam : Peuple amérindien, dont la culture s'est épanouie du IIIe siècle av. J.-C. à environ 1400 dans le sud-ouest des États-Unis actuels
- Hopis : Ensemble de tribus amérindiennes du sud-ouest de l'Amérique du Nord
- Hottentots : voir Khoïkhoï
- Houtsoules : Population montagnarde de langue ruthène, vivant le long des Carpates à cheval entre l'Ukraine, la Pologne et la Slovaquie
- Hui : Groupe ethnique musulman vivant en Chine
- Hurons : Peuple amérindien originaire du sud de l’Ontario, au Canada, vivant au nord de la ville de Québec
- Hutus : Il ne s'agit pas d'une ethnie au sens sociologique mais une classe sociale transformée en éthnie tout au long de l'histoire du pays.

## I
- Haut – A
- B
- C
- D
- E
- F
- G
- H
- I
- J
- K
- L
- M
- N
- O
- P
- Q
- R
- S
- T
- U
- V
- W
- X
- Y
- Z

- Iatmul : groupe ethnique de Nouvelle-Guinée
- Iban : Une branche du peuple Dayak de Bornéo
- Ibo : Une des trois grandes ethnies du Nigeria
- Ijaws : Peuple du Delta du Niger, au Nigeria
- Iks : Groupe ethnique du Nord-Est de l'Ouganda
- Imazighen : voir Berbères
- Indiens : Groupe ethnique en Inde, au Surinam, dans les Grandes et Petites Antilles
- Innus : Habitants indigènes du territoire qu'ils nomment Nitassinan, qui comprend la plus grande partie de la péninsule du Labrador dans l'Est du Canada.
- Inuit : Peuple autochtone des régions arctiques de l'Amérique du Nord(apparenté aux Nénètses de Sibérie).
- Iquito : peuple d'Amazonie, de l'ensemble linguistique zapara, vivant dans la province du Loreto au Nord du Pérou dans plusieurs communautés du fleuve Pindoyacu (affluent du Nanay). (ne pas confondre avec la ville d'Iquitos, sur l'Amazone)
- Irlandais : peuple celtique vivant principalement en Irlande
- Iroquois : Groupe de six tribus d'Indiens d'Amérique, dont les terres d'origine se situent entre les Adirondacks et les chutes du Niagara.
- Israélites : voir Juifs.
- Issas : Peuple constituant une des quatre grandes confédérations claniques du peuple somali, les Dir. Ils vivent dans la Corne de l'Afrique, principalement à Djibouti, en Somalie (de Zeila à Lughaye) et en Éthiopie (De Galilé, Dire Dawa à Awash), peuple guerrier ils ont mis au point un droit (xeer) aux alentours du VIIIe siècle av. J.-C.[réf. nécessaire] ; ils parlent une langue couchitique.
- Italien : Peuple d'origine Étrusque et Latine principalement, vivant en Italie.

## J
- Japonais : peuple issu des populations de chasseurs-cueilleurs de la culture Jōmon du paléolithique et des populations de la culture Yayoi de l'est asiatique.
- Jaraï : groupe ethnique des hauts-plateaux du centre du Viêt Nam et du nord-est cambodgien
- Jarawa : peuple indigène des îles Andaman, territoire indien dans le golfe du Bengale
- Javanais : population du centre et de l'est de l'île indonésienne de Java et de sa "diaspora" dans l'archipel indonésien, en Nouvelle-Calédonie et au Suriname dont la langue est le javanais
- Jing : Ethnie vietnamienne en Chine
- Jingpo : Groupe ethnique vivant principalement dans le nord de la Birmanie
- Jino : Groupe ethnique vivant dans la province de Yunnan en république populaire de Chine
- Juifs/Hébreux : Peuple originaire du Proche-Orient lié à la diffusion de sa propre religion, le judaïsme, aux premiers siècles de notre ère, ayant été, selon la tradition, dispersé en Europe Centrale et Orientale, au Moyen-Orient, ainsi qu'en Afrique du Nord (les ethnies juives issues de la Diaspora), aujourd'hui établi principalement en Israël (son État-Nation) et aux États-Unis (principal centre de la diaspora). Puisque originaires, même de façon lointaine, d'Israël, ils peuvent aussi être appelés Israélites, à ne pas confondre avec Israélien, terme qui recouvre l'ensemble des citoyens de l'État d'Israël, quelle que soit leur origine ethnique.

## K
- Haut – A
- B
- C
- D
- E
- F
- G
- H
- I
- J
- K
- L
- M
- N
- O
- P
- Q
- R
- S
- T
- U
- V
- W
- X
- Y
- Z

- Kabyè ou Kabrè: peuple vivant dans le Nord du Togo et du Bénin autour de la ville principale de Kara au Togo, en Afrique de l'Ouest.
- Kabyles : Berbères d'Algérie, habitants de l'Atlas Tellien à l'est d'Alger
- Kali'nas : Peuple amérindien du nord de l'Amazonie
- Kalmouks : Peuple d'origine Mongole, présent en république de Kalmoukie au sein de la fédération de Russie.
- Kanuri : Peuple africain de la région du Nigeria et du Niger principalement
- Karakalpaks : Peuple turcique vivant principalement au Karakalpakstan, une région autonome d'Ouzbékistan
- Karen : Peuple asiatique vivant principalement en Birmanie
- Kayapos : Peuple indigène du Brésil ; vivant dans le Sud du bassin de l'Amazone
- Kaws : Peuple amérindien du centre des États-Unis
- Kazakhs : Peuple de langue turque résidant au Kazakhstan, dans les régions frontalières de Russie et de Mongolie, en Ouzbékistan et à l'ouest de la Chine
- Khassonkés : Ethnie vivant au Mali, dans la région de Kayes
- Khmers : Peuple d'Asie du Sud-Est continentale constituant le groupe dominant du Cambodge
- Khmus : ethnie du nord de l'Asie du Sud-Est
- Khoïkhoïs : Peuple d'éleveurs parlant une langue khoïsan et vivant en Afrique du Sud
- Kikuyu : Groupe ethnique le plus important du Kenya
- Kinh : Nom officiel de l'ethnie aussi appelée Viêt
- Kiowa : Peuple amérindien des Grandes Plaines des États-Unis
- Kirghizes : Peuple de langue turque (le kirghize) résidant au Kirghizistan et dans les régions frontalières du Tadjikistan et de l'ouest de la Chine
- Kissi: Ethnie vivant en Guinée, dans la région de la Guinée forestiere
- Kistines ou Kistes : peuple d'origine tchétchéne vivant en Géorgie
- Kogi : peuple originaire de la Sierra Nevada de Santa Marta en Colombie
- Konjo : population du sud-est de la province indonésienne de Sulawesi du Sud
- Koriak : peuple autochtone de la péninsule du Kamtchatka
- Koulangos : Peuple de l'est de la Côte d'Ivoire, autour de la ville de Agnibilékrou, proche du Ghana
- Kountas : Tribus d'origine berbère vivant en Mauritanie et dans le nord du Mali
- kourteï : Groupe ethnique du Niger vivent dans la vallée du fleuve Niger entre Ayorou et Say
- Kubu : peuple de chasseurs-cueilleurs dans l'île indonésienne de Sumatra
- Kru : Un des groupes ethniques du Liberia
- Kunas : Peuple amérindien du Panama, ils vivent principalement dans l'archipel de San Blas
- Kurdes : Peuple d'origine indo-européenne, vivant surtout en Turquie, en Iran, en Irak et en Syrie
- Kuy : Population essentiellement implantée dans le Nord-Est de la Thaïlande, surtout dans les provinces de Surin, Si Saket et Buriram, mais aussi au Laos et au Cambodge.
- Kwavi (en) : Populations Maasaï de Tanzanie
- Kwele : Peuple d'Afrique centrale établi au nord-ouest de la république du Congo

## L
- Haut – A
- B
- C
- D
- E
- F
- G
- H
- I
- J
- K
- L
- M
- N
- O
- P
- Q
- R
- S
- T
- U
- V
- W
- X
- Y
- Z

- Ladins : Groupe ethnique d'environ 30 000 personnes dans le nord-est de l'Italie (région des Dolomites, pour l'essentiel dans le Frioul, le Trentin-Haut-Adige et en Vénétie) parlant le ladin (ladino en italien, ladin en ladin), qui est une langue romane du groupe rhéto-roman (donc proche du romanche et du frioulan); elle est parlée en tant que langue maternelle et c'est une des langues les plus rares d'Europe, à côté du féroïen et du lapon. Les Ladins appartiennent aux minorités linguistiques reconnues par l'Union européenne et devraient donc jouir des dispositions de protection les concernant.
- Lahu : Groupe ethnique vivant dans la province du Yunnan en république populaire de Chine
- Languedociens : Groupe ethnique originaire du Languedoc, région du Sud de la France.
- Lao : Groupe ethnique dominant du Laos
- Lapons : Peuple vivant principalement en Finlande et en Suède voir Saami
- Lettons : Peuple vivant en Lettonie
- Lhoba : Groupe ethnique vivant dans le sud est du Tibet
- Li : Groupe ethnique indigène vivant sur l'île-province de Hainan en république populaire de Chine
- Limousins : Groupe ethnique vivant dans la région du Limousin dans le centre de la France et descendant en partie des Lémovices, peuple gaulois originaire d'Europe centrale ayant migré dans l'ancienne région française du Limousin.
- Lisu : Groupe ethnique vivant principalement dans la province du Yunnan en république populaire de Chine
- Lituaniens : Peuple vivant en Lituanie
- Lives : Peuple de Lettonie
- Lobi : Peuple présent dans le Sud-Ouest du Burkina Faso, au nord-ouest du Ghana et au nord-est de la Côte d'Ivoire
- Lozis : Groupe ethnique de Zambie occidentale (Barotseland), vivant également en Namibie, Angola et Botswana
- Lorrains : Groupe ethnique de langue gallo-romane originaire de Lorraine, région du Nord-Est de la France.
- Lumbees : Groupe ethnique du sud-est de la Caroline du Nord
- Loundas : Groupe ethnique d'Angola oriental, vivant également au Congo-Kinshasa et en Zambie occidentale
- Luo : Peuple d'Afrique de l'Est, vivant principalement au Kenya et en Tanzanie, autour du lac Victoria, ainsi qu'au Soudan dont ils sont originaires
- Luxembourgeois : Peuple vivant au Luxembourg.
- Lizguin : Groupe ethnique vivant principalement au Tadjikistan, dont il est originaire, mais aussi dans les ex-provinces russes : Kirghizistan, Ouzbékistan et en Russie.

## M
- Haut – A
- B
- C
- D
- E
- F
- G
- H
- I
- J
- K
- L
- M
- N
- O
- P
- Q
- R
- S
- T
- U
- V
- W
- X
- Y
- Z

- Mabi : Ethnie originaire de l'Est, installée dans le Sud Cameroun depuis moins d'un siècle dans le département de l'Océan et de Guinée équatoriale
- Macédoniens : Peuple slave vivant en Macédoine du Nord
- Mäi ou Moï : Groupe ethnique du Viêt Nam
- Magyars : Principal groupe ethnique constitutif de la Hongrie, en Europe centrale et minoritairement dans les pays voisins
- Mainiots : Groupe ethnique de langue gallo-romane originaire du Maine dans l'Ouest de la France et parlant deux principaux dialectes d'oïl : le sarthois (ou haut-mainiot) et le mayennais (ou bas-mainiot).
- Makondé : population d'Afrique australe, principalement dans le sud-est de la Tanzanie et au nord du Mozambique
- Malais : populations de la côte est de l'île indonésienne de Sumatra, de la péninsule Malaise, du sud de la Thaïlande, de Singapour et du littoral de l'île de Bornéo dont la langue est le malais
- Malécites ou Étchemins : Tribu amérindienne d'Amérique du Nord, habitant à cheval sur la frontière séparant le Nouveau-Brunswick et le Québec au Canada, et le Maine aux États-Unis
- Malgaches : Groupe ethnique formant la majorité de la population de Madagascar
- Mandan, Hidatsa et Arikara : Groupe amérindien dont la patrie s'étendait dans le bassin de la Missouri River dans le Dakota du Nord et le Dakota du Sud
- Mandchous : Peuple d'Asie vivant principalement en Mandchourie
- Mandingues (ou Mandés) : Peuple d'Afrique de l'Ouest originaire du territoire occupé par l'actuel Mali
- Mandija : Groupe ethnique de la République centrafricaine
- Mangbetu : Peuple vivant dans la Province Orientale de la république démocratique du Congo
- Maonan : Groupe ethnique de la république populaire de Chine
- Maoris : Populations polynésiennes de Nouvelle-Zélande et des Îles Cook
- Maohi : Populations polynésiennes de Polynésie française et de l'archipel d'Hawaï
- Mapuches : Communautés aborigènes de la zone centre-sud du Chili et de l'Argentine
- Maasaï : Peuple indigène du Kenya et du nord de la Tanzanie
- Mbo´o : Peuple de part et d´autre du fleuve Moungo Cameroun
- Matabélé : Peuple zoulou originaire de l'actuelle Afrique du Sud, vivant désormais au Zimbabwe
- Maures : Ethnie berbères d'Afrique du Nord, vivant principalement au Sahara occidental, dans le Sud du Maroc et en Mauritanie
- Mendé : Ethnie vivant en Sierra Leone, au Liberia et en Guinée-Bissau
- Mérinas : Peuple occupant la partie nord du centre de Madagascar, autour de la région de Tananarive
- Métis : Personnes descendant à la fois des Européens (surtout Français, Écossais, Canadiens français et Acadiens) et des Amérindiens (surtout Cris, Ojibwés et Saulteaux), vivant principalement de l'Ontario à la Colombie-Britannique en passant par les Prairies et les Territoires du Nord-Ouest au Canada
- Mfantse : voir Fante
- Micmacs : Peuple amérindien vivant principalement dans l'Est du Canada (Gaspésie, Nouveau-Brunswick, Nouvelle-Écosse et Terre-Neuve-et-Labrador)
- Mizrahi : Juifs orientaux (Proche-Orient, Irak, Iran, Inde, Yémen...)
- Mlabris : chasseurs-cueilleurs de Thaïlande et du Laos
- Mofu : Peuple d'Afrique centrale vivant au Cameroun
- Mohave : Peuple amérindien vivant en Californie et en Arizona
- Moï : voir Maï
- Mohawks : Peuple amérindien vivant principalement au Québec
- Mohegans : Peuple amérindien vivant à l'Est du Connecticut
- Mohicans : Peuple amérindien vivant à Stockbridge-Munsee, une réserve, dans le Wisconsin
- Moken : peuple marin nomade de Birmanie et de Thaïlande
- Moldaves : peuple de romanophone de Moldavie, vivant en Moldavie roumaine, en république de Moldavie et en Ukraine, mais en droit international le terme désigne aussi tous les citoyens de la république de Moldavie quelles que soient leurs origines et langues
- Monba : Groupe ethnique vivant en Inde (Arunachal Pradesh), en Chine (Tibet) et au Bhoutan
- Mongo : Groupe ethnique de la république démocratique du Congo
- Mongols : Peuple vivant en Mongolie, en Russie et en Chine
- Moriori : Peuple polynésien, autochtone des Îles Chatham
- Mpongwe : peuple d'Afrique centrale établi au Gabon
- Mossi : Peuple du Burkina Faso
- Mozabite : Peuple berbère de la région du Mzab en Algérie, parlant une variante berbère le mozabite
- Mrazig : Peuple de Tunisie
- Mru : Groupe ethnique originaire du Bangladesh, d'Inde, de Birmanie et de Thaïlande
- Mulao ou Mulam : Groupe ethnique vivant dans le Guangxi en république populaire de Chine
- Munduruku : Ethnie amazonienne (État du Pará).
- Mursis : Ethnie éthiopienne vivant dans le Parc national de Mago, le long de la rivière Omo et parlant le Mursi (7400 locuteurs), parmi les derniers porteurs du labret

## N
- Haut – A
- B
- C
- D
- E
- F
- G
- H
- I
- J
- K
- L
- M
- N
- O
- P
- Q
- R
- S
- T
- U
- V
- W
- X
- Y
- Z

- Nafara ou nanfarans : peuple appartenant au groupe Sénoufo vivant en Côte d'ivoire.
- Nagas : Peuple vivant dans les États indiens de Nagaland, Manipur, Assam et Arunachal Pradesh, ainsi qu'en Birmanie
- Nakh : Peuple du caucase nord, dont les représentants majoritaires sont les tchétchènes
- Nama : Peuple d'afrique australe
- Nambikwara : Tribu amérindienne de l'Amazonie, objet du travail de Claude Lévi-Strauss
- Nauruans : Groupe ethnique austronésien originaire de l'île de Nauru dans le Pacifique.
- Navajos : Peuple amérindien d'Amérique du Nord, vivant aux États-Unis dans des réserves du nord-est de l'Arizona et des régions contiguës du Nouveau-Mexique et de l'Utah
- Naxi : Groupe ethnique d'origine tibétaine vivant dans le Yunnan, en république populaire de Chine
- Nez-Percés : Tribu amérindienne qui vivait originellement dans le nord-ouest des États-Unis, dans une partie des États de Washington, de l'Oregon et de l’Idaho
- Nénètses : Peuple autochtone de Sibérie (apparentés au Inuit).
- Néwar : Peuple de la vallée de Katmandou au Népal.
- Nikkei: Émigrés d'origine japonaise, comme les nippo-américains[3].
- Ngombe : population bantoue de la république démocratique du Congo.
- Ngoni: Groupe ethnique dispersé entre le Malawi, la Tanzanie et la Zambie. Ils sont les descendants des déserteurs et des réfugiés de la Mfecane des Zoulous au XVIIIe siècle
- Nguni: Groupe de peuples d'Afrique australe
- Niédéboua : Minorité ethnique du Centre-Ouest de la Côte d'Ivoire
- Nivkhes : Peuple autochtone de Sibérie vivant sur l'Île Sakhaline
- Nogaïs : Peuple de langue turque, essentiellement installé dans la république du Daghestan dans le Caucase
- Nu : Groupe ethnique vivant principalement dans le Yunnan, en république populaire de Chine
- Nuba : Groupes ethniques dans les monts Nuba au centre du Soudan
- Normands : Groupe ethnique de langue gallo-romane originaire de Normandie, région du Nord-Ouest de la France, ainsi que des îles Anglo-Normandes de Jersey et Guernesey.
- Nuer : Peuple nilotique au Soudan du Sud
- Nùng : Minorité ethnique du Viêt Nam

## O
- Haut – A
- B
- C
- D
- E
- F
- G
- H
- I
- J
- K
- L
- M
- N
- O
- P
- Q
- R
- S
- T
- U
- V
- W
- X
- Y
- Z

- Ocainas : Peuple amérindien d'Amazonie, aujourd'hui menacé
- Occitans : Peuple parlant initialement l'occitan et vivant en Occitanie, région comprenant tout le midi de la France (sans le Pays basque ni Roussillon catalanophone) ainsi que des régions voisines d'Italie, d'Espagne (Val d'Aran) et de Monaco.
- Ohlone : Peuple amérindien qui vivait sur la côte Pacifique de la Californie, au sud de l'actuelle San Francisco
- Oïrats : Peuple d'Asie centrale, notamment de Chine, de même origine ethnique que les Kalmouks d'Europe de l'Est.
- Ojibwé ou Chippewa : Peuple amérindien habitant originellement la région des Grands Lacs au Canada, aujourd'hui dans le nord des États-Unis
- Orang Laut : peuple marin nomade d'Indonésie, de Malaisie et de Thaïlande
- Oromo : Peuple le plus important d'Éthiopie au niveau démographique, également présent au Kenya
- Oroqen : Groupe ethnique vivant en Mongolie-Intérieure et le long du fleuve Heilongjiang, en république populaire de Chine (en Mongolie, on les appelle "Orkhon")
- Osage : Tribu amérindienne vivant aux États-Unis, principalement dans le comté d'Osage en Oklahoma
- Ouïghours (et Aïnu, Aini, Abdal) : peuple turcophone et musulman habitant le Xinjiang en république populaire de Chine
- Ouroums : Peuple turcophone et chrétien habitant la Crimée
- Ouzbeks : Peuple d'Asie centrale parlant une langue turque (l'ouzbek) et dont les origines culturelles sont situées en Ouzbékistan

## P
- Haut – A
- B
- C
- D
- E
- F
- G
- H
- I
- J
- K
- L
- M
- N
- O
- P
- Q
- R
- S
- T
- U
- V
- W
- X
- Y
- Z

- Parisien: Peuple vivant en France, ethnie établie dans la région Ile-de-France
- Pachtounes : Peuple vivant en Afghanistan et au Pakistan, ethnie majoritaire d'Afghanistan.
- Pahouins : voir aussi Fang
- Palaung : voir aussi De'ang
- Palestiniens : Peuple arabophone établi principalement en Jordanie (près de 80 % de la population), dans les Territoires palestiniens ainsi qu'en Israël.
- Papous : populations autochtones de la Nouvelle-Guinée, une île partagée entre l'Indonésie et la Papouasie-Nouvelle-Guinée
- Pârsî : Peuple originaire de Perse, installé en Inde
- Pentagouets : Tribu amérindienne vivant en Nouvelle-Angleterre
- Persan: Peuple de Perse (aujourd'hui Iran).
- Peuls : Ethnie vivant en Afrique de l'Ouest, d'origine nomade pastorale. Ils ont constitué de nombreux empires au XIXe siècle. Appelés aussi Foulanis. Leur langue est dite peule ou foulfouldé
- Picards : Groupe ethnique de langue gallo-romane originaire de Picardie dans le Nord de la France.
- Pieds-Noirs : Tribus amérindiennes vivant en Alberta et au Montana
- Pirahã : Ethnie amazonienne.
- Poitevins : Groupe ethnique de langue gallo-romane originaire du Poitou, région de l'Ouest de la France.
- Polonais : Peuple slave vivant en Pologne, pays d'Europe centrale.
- Pomaks ou Pomaques : populations de langue bulgare converties à l'Islam par l'Empire ottoman, formant des minorités en Europe, notamment en Bulgarie et en Grèce
- Pontiques : Peuple hellénophone et chrétien habitant jadis le pourtour de la mer Noire et aujourd'hui la Grèce
- Pramalai Kallar : Peuple de langue dravidienne vivant en Inde du sud
- Provençaux : Groupe ethnique vivant principalement dans le Sud-Est de la France dans la région de Provence mais également dans l'Ouest du Piedmont italien.
- Pumi : Groupe ethnique vivant principalement dans le Yunnan et le Sichuan, en république populaire de Chine
- Punu : Ethnie du Gabon
- Pygmées : Groupes humains de petite taille d'Afrique centrale : on en trouve au Cameroun, au Gabon, en Congo, en république démocratique du Congo, en République centrafricaine), ainsi qu'au Rwanda, au Burundi et en Ouganda ; ils parlent les langues de leurs voisins de taille moyenne et n'ont donc pas ou plus de langue commune qui leur soit propre.

## Q
- Haut – A
- B
- C
- D
- E
- F
- G
- H
- I
- J
- K
- L
- M
- N
- O
- P
- Q
- R
- S
- T
- U
- V
- W
- X
- Y
- Z

- Q'ero : Groupe ethnique établi sur le flanc oriental de la cordillère des Andes au Pérou
- Québécois : Peuple francophone ayant une forte descendance française établi principalement au Québec en Amérique du Nord.
- Qiang : Groupe ethnique établi dans le nord-ouest de la province du Sichuan en république populaire de Chine
- Quiché : Peuple amérindien d'Amérique centrale apparenté aux Mayas

## R
- Haut – A
- B
- C
- D
- E
- F
- G
- H
- I
- J
- K
- L
- M
- N
- O
- P
- Q
- R
- S
- T
- U
- V
- W
- X
- Y
- Z

- Rai : Peuple vivant dans les moyennes et hautes montagnes du Népal et du Bhoutan.
- Rapanui : Peuple polynésien autochtone de l'île de Pâques, en partie d'origine ancienne et probablement marquisienne, en partie d'origine récente (XIXe siècle) et rapanaise (voir l'article).
- Rifains (Irifiyen) : Peuple berbère habitant du Rif, au nord du Maroc, parlant une langue berbère : le rifain.
- Romanches : Population d'environ 60 000 personnes, en Suisse, majoritairement dans le canton des Grisons, parlant le romanche (rumantsch en romanche), qui est une langue romane et une des langues officielles de ce canton, ainsi qu'une langue officielle et nationale suisse. Le romanche fait partie des langues gallo-romanes et du groupe rhéto-roman : il est ainsi apparenté au ladin et au frioulan, parlés en Italie. Selon le recensement fédéral de la population de 2000, 60 561 résidents de la Suisse parlent cette langue, soit 0,8 % de la population du pays.
- Romands : Groupe ethnique de langue gallo-romane originaire de Suisse romande, la partie francophone de la Suisse.
- Romaniotes : Juifs de l'ancien Empire romain d'Orient, de langue yévanique.
- Roms : Ensemble de populations traditionnellement nomades, aujourd'hui de plus en plus sédentarisées, originaires des régions situées entre le nord-ouest de l'Inde et le plateau iranien, aujourd'hui dispersées principalement en Europe, et également connues sous des noms tels que "Bohémiens", "Caraques", "Gitans", "Manouches", "Romanichels", "Sintis", "Tziganes", "Yéniches" ou "Zingares".
- Roumains : populations de langue latine orientale, issue de la romanisation des Daces et des Thraces et des influences ultérieures, de part et d'autre du bas-Danube, des Carpates et du Prut, et vivant aujourd'hui principalement en Roumanie et en Moldavie (sous le nom de Moldaves dans ce dernier pays).
- Russes : Groupe ethnique slave de l'est, originaires de Russie mais présents aussi dans les pays de l'ancien Empire russe et de l'ancienne URSS (voir aussi en Allemagne).
- Ruthènes : Populations ukrainiennes occidentales, parlant le ruthène, vivant dans les anciennes provinces austro-hongroises de l'Ukraine (Galicie orientale, Bucovine du nord,

Ruthénie) et de confession plutôt uniate qu'orthodoxe.
- Rwandais : Peuple du Rwanda, parlant le Kinyarwanda, langue du Rwanda.

## S
- Haut – A
- B
- C
- D
- E
- F
- G
- H
- I
- J
- K
- L
- M
- N
- O
- P
- Q
- R
- S
- T
- U
- V
- W
- X
- Y
- Z

- Saami : Peuple indigène d'une zone qui couvre le nord de la Suède, la Norvège, la Finlande, la Sibérie et une petite partie de la Russie
- Sahnish : Tribu amérindienne d'agriculteurs vivant dans le Dakota du Nord
- Saintongeais (peuple) : Groupe ethnique de langue gallo-romane originaire de Saintonge, région de l'Ouest de la France.
- Sakalava : Peuple de Madagascar occupant la majeure partie de la frange côtière occidentale de l'île, depuis la région de Toliara au sud jusque dans la région du Sambirano au nord
- Salar : Groupe ethnique vivant dans l'Est de Qinghai et le Sud-Ouest de Gansu, en république populaire de Chine
- Samaritains : apparenté aux Juifs originaire de la région de Samarie, vivant en Israël
- San : Peuple nomade de chasseurs et cueilleurs qui occupait jadis toute l'Afrique australe, aujourd'hui relégué dans le désert du Kalahari (Botswana)
- Sardes : Peuple originaire de l'île méditerranéenne de Sardaigne (Italie)
- Sasak : groupe ethnique le plus important de l'île indonésienne de Lombok
- Savoyards : Peuple montagnard de langue gallo-romane habitant la Savoie dans les Alpes françaises.
- Scots d'Ulster : peuple d'Irlande qui descend principalement des Écossais des Lowlands qui s'installèrent dans le nord de l'Irlande.
- Séminoles : Peuple amérindien originaire de Floride, vivant maintenant dans cet état et en Oklahoma
- Séfarades : Juifs de langue judéo-espagnole du bassin méditerranéen (Afrique du Nord, Balkans, Turquie) provenant d'Espagne et du Portugal
- Sengo : Peuple de Tibétains nomades habitant sur les hauteurs du Changthang ou plateau tibétain au Tibet
- Sentinelles : peuple Andamanais des îles Andaman
- Serbes : Peuple slave vivant principalement en Serbie et en Bosnie-Herzégovine, des minorités serbes vivent au Kosovo et en Croatie
- Sérères : Sénégal
- Shawnee : Peuple amérindien d'Amérique du Nord, vivant en Ohio et en Pennsylvanie
- She : Groupe ethnique vivant dans les provinces de Fujian, Zhejiang, Jiangxi, Guangdong et Anhui, en république populaire de Chine
- Sherpa : Ethnie originellement tibétaine qui s'est ensuite dispersée dans toute la région himalayenne
- Shilluk : Groupe ethnique du sud du Soudan, vivant sur la rive ouest du Nil dans la wilayat du Nil Supérieur
- Shoshones : Tribu amérindienne vivant dans le sud et l'ouest des États-Unis actuels
- Siciliens : Peuple vivant en Sicile
- Sicules : Peuple pré-hellénique de Sicile
- Sicules : Hongrois Székelyek de Transylvanie
- Sioux : Désigne les tribus amérindiennes Lakota, Nakota et Dakota, vivant dans le nord des États-Unis
- Sirionó : Peuple guaraní vivant en Bolivie.
- Siwis : Peuple berbère vivant dans la région du Siwa en Égypte. Ils parlent le Siwi une variante berbère
- Slaves : Peuples d'Europe centrale et orientale
- Slovènes : Peuple slave du sud vivant en Slovénie
- Sokya : Tribu du groupe ethnique Kru de Côte d'Ivoire, vivant à Vavoua dans la Région du Haut Sassandra
- Somali : Peuple somaliens vivant en Somalie, Éthiopie et Djibouti
- Soninké : Peuple de l'Afrique de l'ouest, vivant au Mali, en Mauritanie, au Sénégal, en Gambie ,en Guinée, en Guinée-Bissau et au Burkina Faso
- Sonrhaï : Peuple de la vallée du fleuve Niger vivant principalement du travail de la terre et de l'artisanat
- Sorabes : peuple slave frontalier de l'Allemagne, de la Pologne et de la République tchèque
- Sosos : Le royaume de Sosso était un royaume d’Afrique de l'Ouest, installé dans la région de Koulikoro (actuel Mali)
- Soundanais : population de l'ouest de l'île indonésienne de Java dont la langue est le soundanais
- Sui : Groupe ethnique vivant en république populaire de Chine
- Suisses : Peuple d'Europe de l'Ouest vivant principalement en Suisse.

## T
- Haut – A
- B
- C
- D
- E
- F
- G
- H
- I
- J
- K
- L
- M
- N
- O
- P
- Q
- R
- S
- T
- U
- V
- W
- X
- Y
- Z

Torbesh : groupe ethnique concernant souvent la Macédoine, le Kosovo, l'Albanie 
- Tagbanas : peuple appartenant au groupe Sénoufo vivant en Côte d'Ivoire
- Tai dam : groupe ethnique vivant au Viêt Nam, Laos, Thaïlande et Chine
- Taino : premiers habitants des Caraïbes
- Tadjiks : peuple d'Asie centrale vivant au Tadjikistan, au nord-est de l'Afghanistan, au nord-ouest de la Chine (Xinjiang) et à l'est de l'Ouzbékistan
- Tamang : ethnie originellement tibétaine qui s'est ensuite dispersée dans toute la région himalayenne et principalement le Népal.
- Tampuan : groupe de la province cambodgienne du Rotanah Kiri
- Tanala : groupe ethnique des forêts du Sud-Est de Madagascar, au niveau de Ranomafana
- Tarahumara : peuple amérindien vivant dans la région de la Barranca del Cobre au Nord du Mexique.
- Tarasques : peuple amérindien habitant l'État de Michoacán au Mexique
- Tatars ou Tartares : nom collectif donné à des peuples turcs d'Europe orientale et d'Asie
- Tày : groupe ethnique du nord du Viêt Nam (autre orthographe : Tai)
- Tchébaras : groupe ethnique appartenant au groupe Sénoufo, au nord de la Côte d'Ivoire
- Tchétchènes : peuple du Caucase du Nord vivant sur leurs propres terres leur appartenant depuis l'Antiquité (source d'information ?) . Ont une langue propre le tchétchène, des traditions et coutumes qu'ils gardent depuis très longtemps. (terme trop vague; sources ?)
- Tembo : peuple vivant dans le Nord et Sud Kivu en république démocratique du Congo
- Tekos ou Emérillons : peuple amérindien de Guyane
- Thai : groupe ethnique dominant de la Thaïlande
- Thai Isan : groupe ethnique du nord-est de la Thaïlande, d'origine Lao du Laos devenus thaïlandais après l'annexion définitivement par le Siam dans les années 1900, des territoires situés à l'ouest du Laos, après le Traité franco-siamois du 3 octobre 1893, ce territoire prit le nom d'Isane ("Nord-est") vers 1907-1910.
- Tibétains : peuple d'Asie vivant au Tibet
- Tlingit : nation autochtone d'Amérique du Nord vivant principalement en Alaska
- Tonga : groupe ethnique bantou vivant sur une zone comprenant le sud de la Zambie, le nord du Zimbabwe et une partie du Malawi
- Totonaques : Peuple amérindien qui vivait sur les côtes montagneuses de l'est du Mexique, à l'arrivée des Espagnols en 1519, et qui réside aujourd'hui dans l'État de Veracruz
- Touaregs ou Tuaregs : population berbère d'Afrique de l'ouest, originellement nomades du Sahara, centrés sur les massifs du Hoggar en Algérie, de l'Adrar des Ifoghas au Mali et de l'Aïr au Niger. Ils parlent le Tamachek qu'ils écrivent selon un alphabet particulier, le tifinagh
- Toubou ou Tedda : groupe ethnique apparenté aux kanuri du lac Tchad, ils occupent le Tibesti, massif montagneux culminant à 3 500 m à l'Emi Koussi au Tchad
- Toucouleurs : ethnie d’Afrique de l’ouest parlant le peul (en peul, Toucouleur se dit Hal Pulaar - parlant peul) (Sénégal, Mauritanie et Mali)
- Tu : groupe ethnique vivant principalement dans la province du Qinghai en république populaire de Chine
- Tupuris : peuples d'agriculteurs et d'éleveurs vivant dans le Nord du Cameroun et dans le Sud du Tchad, environ 800 000 âmes[Quand ?].
- Tourangeaux : Groupe ethnique de langue gallo-romane originaire de Touraine, région du centre de la France.
- Turkana : groupe ethnique du nord du Kenya, sur la rive ouest du lac Turkana
- Turcs : peuple turc vivant en Turquie
- Turkmènes : peuple turc vivant aujourd'hui au Turkménistan avec de petits groupes en Iran, Afghanistan et Ouzbékistan, et parlant la langue turkmène
- Tutsi : peuple du Rwanda et du Burundi, assimilés à un groupe « ethnique ».
- Tuwa : peuple d'origine mongole qui vit aux alentours du lac Kanas, au nord de la région autonome du Xinjiang en Chine
- Tziganes : nom donné aux Roms d'Europe centrale et orientale (également présents en Europe Occidentale, en Turquie et au Proche-Orient)

## U
- Haut – A
- B
- C
- D
- E
- F
- G
- H
- I
- J
- K
- L
- M
- N
- O
- P
- Q
- R
- S
- T
- U
- V
- W
- X
- Y
- Z

- Ukrainiens : peuple slave vivant en Ukraine, pays d'Europe orientale.
- Utes : Groupe d'amérindiens des États-Unis, vivant dans l'Utah et le Colorado.
- Uvéen : peuple de l'île d'Uvéa (dans le Pacifique)

## V
- Haut – A
- B
- C
- D
- E
- F
- G
- H
- I
- J
- K
- L
- M
- N
- O
- P
- Q
- R
- S
- T
- U
- V
- W
- X
- Y
- Z

- Valaques : nom jadis donné aux Roumains et encore couramment donné aux Aroumains (peuple latinophone des Balkans), mais également aux habitants de la Valaquie ou Valachie (région méridionale de la Roumanie) et à ceux de la Valaquie morave (région orientale de la République tchèque)
- Valdôtains : Ethnie francophone et arpitanophone minoritaire du Nord-Ouest de l'Italie et originaire de la Vallée d'Aoste.
- Varamas : Ethnie du Gabon
- Viêt : Ethnie principale du Viêt Nam

## W
- Haut – A
- B
- C
- D
- E
- F
- G
- H
- I
- J
- K
- L
- M
- N
- O
- P
- Q
- R
- S
- T
- U
- V
- W
- X
- Y
- Z

- Wa : Groupe ethnolinguistique môn-khmer tribal, réparti dans les montagnes du sud-ouest de la province chinoise du Yunnan et de l'État shan du nord de la Birmanie
- Wallons : Groupe ethnique francophone du Sud de la Belgique et du Nord de la France.
- WaYao : Ethnie du Malawi et Mozambique
- Wês : Groupe ethnique communément connu sous l'appellation Guéré issu des Krus venant du Libéria installé à l'ouest de la Côte d'Ivoire précisément dans les Départements de Kouibly, Facobly, Duékoué et Bangolo
- Wodaabes : Groupe ethnique de nomades Peuls, se déplaçant entre le Niger, le nord du Nigeria, le nord-est du Cameroun et l'ouest de la République centrafricaine
- Wogo : Ethnie du Niger et du Mali
- Wolofs : La plus grande ethnie du Sénégal

## X
- Haut – A
- B
- C
- D
- E
- F
- G
- H
- I
- J
- K
- L
- M
- N
- O
- P
- Q
- R
- S
- T
- U
- V
- W
- X
- Y
- Z

- Xhosa : Groupe de peuples partageant la même langue xhosa, d'origine bantoue, ils sont issus de la séparation des peuples semi-pasteurs Nguni entre Zoulous, arrêtés plus à l'Est et eux-mêmes qui poursuivirent leurs migrations/conquêtes vers l'ouest pour rencontrer les Afrikaners au XVIIIe siècle sur la Great Fish river. Parlant une langue à clics (cf. la "click song" de Miriam Makeba) du fait d'un contact prolongé avec les Khoïsan, ils vivent actuellement dans le sud-est de l'Afrique du Sud (province de l'Eastern Cape). Nelson Mandela est xhosa.
- Xibe : Groupe ethnique vivant essentiellement dans les provinces du Xinjiang, Jilin et du Liaoning, en république populaire de Chine

## Y
- Haut – A
- B
- C
- D
- E
- F
- G
- H
- I
- J
- K
- L
- M
- N
- O
- P
- Q
- R
- S
- T
- U
- V
- W
- X
- Y
- Z

- Yanomami : Groupe ethnique d'Amazonie, au Brésil
- Yao : Groupe ethnique résidant dans le terres montagneuses du sud-ouest et du sud de la république populaire de Chine
- Yi : Groupe ethnique vivant principalement dans des secteurs ruraux de Sichuan, de Yunnan, de Guizhou et de Guangxi, en république populaire de Chine
- Yoruba : Groupe ethnique vivant au Nigeria et dans certaines régions du Bénin et du Togo
- Yugur : Groupe ethnique vivant dans la province de Gansu en république populaire de Chine
- Yupik : Ethnie indigène vivant le long de la côte ouest de l'Alaska
- Yuqui : Groupe ethnique de langue tupi-guarani vivant en Bolivie dans la région du Chaparé, à l'extrême sud de l'Amazonie

## Z
- Haut – A
- B
- C
- D
- E
- F
- G
- H
- I
- J
- K
- L
- M
- N
- O
- P
- Q
- R
- S
- T
- U
- V
- W
- X
- Y
- Z

- Zaghawa : peuple vivant au Tchad et au Soudan
- Zandé : Peuple de l'Afrique centrale, vivant en république démocratique du Congo, dans le Sud-Ouest du Soudan et en République centrafricaine
- Zápara : Peuple vivant sur la frontière entre l'Équateur et le Pérou
- Zapotèques : Peuple vivant dans l'État d'Oaxaca, au Mexique, et remontant à la période précolombienne
- Zarma ou Djerma : Groupe ethnique descendant de populations émigrés autour du XVIe siècle de l'ancien empire de Gao ou empire songhaï. Au nombre de 3 millions, ils occupent actuellement le cours moyen du fleuve Niger, centrés sur la capitale du Niger, Niamey.
- Zayanes : Peuple berbère du Moyen Atlas au Maroc
- Zigua : Groupe ethnique résidant en bordure de l'océan Indien dans l'actuelle Tanzanie, entre la ville de Tanga au bord de l'océan Indien, le pied des Monts Usambara et la plaine Maasaï. Ils sont couramment bilingues, zigua en famille et swahiliphones à l'extérieur de la sphère familiale.
- Zhuang : Groupe ethnique vivant principalement dans le Guangxi, dans le Sud-Est de la Chine
- Zoulous : Peuples indigènes d'Afrique australe, vivant principalement en Afrique du Sud ainsi qu'au Zimbabwe